# Daniele Montereali
Daniele Montereali (Roma, 14 luglio 1977) è un giocatore di biliardo italiano.
Soprannominato "il Gladiatore", risulta essere un giocatore di grande intelligenza tattica. Predilige il gioco di attacco, concedendo poco spazio agli avversari.
Ottimo giocatore di 9 birilli tra i migliori nella specialità, nei 5 birilli si colloca poco dopo le primissime posizioni.

## Sospensione
A marzo 2019 l'atleta è stato sospeso in forma preventiva a seguito di un controllo antidoping.

## Palmarès
I principali risultati
- 1994 Campione italiano Juniores  (Cinzano)
- 2003 Campionato italiano categoria Nazionali (Saint-Vincent)
- 2006 Grand Prix di Saint Vincent
- 2007 Campionato Europeo per Nazioni a Squadre
- 2008 Campionato italiano a Squadre (Saint-Vincent)
- 2010 Campionato italiano a Squadre (Saint-Vincent)
- 2011 Campionato italiano a Squadre  (Saint-Vincent)
- 2012 Campionato italiano a Squadre  (Saint-Vincent)
- 2013 Campionato italiano a Squadre  (Saint-Vincent)
- 2014 Campionato italiano a Squadre  (Saint-Vincent
- 2017 Campione italiano a Coppie specialità Goriziana (Torino)
- 2017 Campionato Nazionale a squadre per C.S.B.
- 2018 Campionato Nazionale a squadre per C.S.B.
- 2021 Grand Prix di Saint Vincent

## BTP
Vittorie complessive nel circuito 
- Stagione 2006/2007 (Milano)
- Stagione 2008/2009 (Frosinone)
- Stagione 2009/2010 (Alessandria)
- Stagione 2010/2011 (Salerno)
- Stagione 2011/2012 (Barletta)
- Stagione 2017/2018 (Succivo) trofeo nazionali